# ジャスト・ダンス
「ジャスト・ダンス」（Just Dance）は、アメリカ合衆国の歌手レディー・ガガのデビューシングル。デビューアルバム『ザ・フェイム』からのリードシングルとして、2008年4月8日にリリースされた。ジャンル的にはダンス・ポップにあたる。この楽曲はガガが作詞作曲を手掛け、プロデュースには歌手のエイコンと同レーベルのコルビー・オドニスが参加している。オドニスは客演として歌唱にも参加し、エイコンはオドニスのヴァース（日本でいうサビ前のパート）のバックグラウンド・ヴォーカルとして参加した。その他、プロデューサーとして（エイコンやキャット・デルーナを手掛けていることで知られる）RedOneもこの楽曲に参加している。曲は、第51回グラミー賞で最優秀ダンスレコーディング賞にノミネートされた。
この楽曲は2008年から2009年にかけ、オーストラリア、カナダ、アメリカ合衆国、アイルランド、イギリスのチャートで1位を記録。その他にも日本で2位など、複数の国でトップ10入りのヒットを記録している。アメリカ合衆国では「ジャスト・ダンス」は予期せぬ大ヒットを記録しており、22週（約半年）かけてビルボードの総合シングルチャートBillboard Hot 100でトップまで登りつめている。更に2009年1月10日付のチャートでは、音楽ダウンロード数が419,000ユニットを記録。フロー・ライダーが1年前の同じ週に記録した467,000ユニットに次ぎ、歴代2位のダウンロード数を記録した。
ガガは2009年に受けた『Heat』誌のインタビューで「この曲がこんな形でメインストリームに流れ込んでいることが、いまだに信じられないの。だって10分で書いた曲なのよ」と告白している。

## リリース
楽曲「ジャスト・ダンス」は、ガガのデビューシングルであり、デビューアルバム『ザ・フェイム』からのファーストシングルとしてリリースされた。最初のリリースはアメリカ合衆国のラジオ局へのラジオ・リリースで、楽曲は2008年4月8日に解禁された。また、世界的にはデジタル・ダウンロードによって2008年6月17日にリリースされた。イギリスとアイルランドでは2009年1月5日にリリースされている。

## プロモーション
ガガはこの楽曲とアルバムのプロモーションのために、『ジミー・キンメル・ライブ!』、『ザ・トゥナイト・ショー・ウィズ・ジェイ・レノ』、『エレンの部屋』など多数のアメリカ合衆国のテレビ番組へ出演した。2008年7月には、ベトナムで開催されたミス・ユニバース2008にも音楽ゲストとして出演し、ライヴ・パフォーマンスを披露した。イギリスでもGMTV、The Sunday Night Projectといったテレビ番組に出演したほか、ロンドンのゲイ・ナイトクラブG-A-Yでもパフォーマンスをし、プロモーションを行った。

## チャート成績
アメリカではまず全米中のダンスクラブでヒットし、ホット・ダンス・エアプレイ と ホット・ダンス・クラブ・プレイの両チャートで2008年夏頃に最高位2位を記録した。全米総合シングルチャートBillboard Hot 100では、2008年8月16日付のチャートで76位で初登場となった。その後、21週目の2009年1月10日付のチャートで2位まで上昇し、この週に1週間の音楽ダウンロード数が歴代2位の419,000ユニットを記録した。翌週の2009年1月17日付のHot 100チャートで、ビヨンセの「シングル・レディース（プット・ア・リング・オン・イット）」から首位を奪い、1位を獲得した。22週目での首位獲得は、クリードによる「ウィズ・アームス・ワイド・オープン」が27週目で達成して以来の最長記録となった。その後、2月7日付のチャートにてケリー・クラークソンの「ウィズアウト・ユー」に首位を奪われるまでの間、計3週にわたって首位を記録した。また、Pop 100チャートでは、エアプレイとダウンロードセールスを稼ぎ1位を獲得。ホット・デジタル・トラックス・チャートでも首位を記録した。
カナダでは2008年の夏にかけてヒットした。ビルボードの展開する総合シングルチャートCanadian Hot 100において78位で初登場し、その後5週連続で首位を記録した。
オーストラリアのARIAチャートには、2008年7月21日付のチャートで34位で初登場した。翌週の2008年7月30日付のチャートでは順位を7位上げ、Greatest Gainer（最も順位が伸びた楽曲）となった。その後、2008年9月15日付のチャートで1位に上昇。P!NKの「ソー・ホワット」に首位を奪われるまでの間、計1週首位を獲得した。この楽曲はオーストラリアで18万弱のセールスをあげ2008年のシングル年間チャートで7位を記録したほか、オーストラリアレコード産業協会よりダブル・プラチナに認定されている。
イギリスでは2009年1月4日付のUKシングルチャートで40,537ユニットを売り上げ、ダウンロードセールスのみで初登場3位を記録した。翌週の1月11日付のチャートでは65,764ユニットを売り上げ、前週まで3週にわたり首位を記録していたアレクサンドラ・バークの「ハレルヤ」から首位を奪い、1位に上昇した。その後、リリー・アレンの「ザ・フィアー」に首位を奪われるまでの間、3週にわたって首位を維持した。

## リミックス
この楽曲のオフィシャル・リミックスには、ラッパーのカーディナル・オフィシャルが参加している。このリミックスはRedOneが手がけ、カーディナル自身の楽曲「デンジャラス」より自身の声をサンプリングしている。また、リズムとテンポも「デンジャラス」と同じになる様調節されており、このリミックスはダンス系の全米ラジオにてオンエアされた。またリミックスは前述のもの以外にも複数存在しており、それらも全米ラジオ局にてオンエアされている。

## ミュージックビデオ
この楽曲のミュージックビデオは、メリーナ・マツーカが監督している。ビデオは、ガガがホームパーティーでバカ騒ぎをする映像で構成されており、また客演で参加したコルビー・オドニスのほか、エイコンやヒップホップバンドのフリップサイドがカメオ出演している。

## カヴァー
スウェーデンの歌手ダリンは、詞を書き直し再録音の上、「Girl Next Door」と楽曲タイトルを改題しカヴァーした。このカヴァーは彼が2008年12月に発売した4作目のスタジオ・アルバム『Flashback』に収録されている。

## 規格と収録曲
| アメリカ合衆国・マキシ・CDシングル 1. ジャスト・ダンス 2. ジャスト・ダンス (HCCR's Bambossa Main Mix) 3. ジャスト・ダンス (Richard Vission Remix) 4. ジャスト・ダンス (Trevor Simpson Remix) アメリカ合衆国・プロモ・クラブCD 1. ジャスト・ダンス 2. ジャスト・ダンス (Instrumental) 3. ジャスト・ダンス (A Capella) アメリカ合衆国・プロモ・リミックスCD 1. ジャスト・ダンス 2. ジャスト・ダンス (Instrumental) 3. ジャスト・ダンス (A Capella) 4. ジャスト・ダンス (HCCR's Bambossa Main Mix) 5. ジャスト・ダンス (Richard Vission Remix) 6. ジャスト・ダンス (Trevor Simpson Remix) 7. ジャスト・ダンス (Justin Romanes Edit) 8. ジャスト・ダンス (HCCR's Bambossa Radio Edit) 9. ジャスト・ダンス (Trevor Simpson Edit) 10. ジャスト・ダンス (HCCR's Bambossa Dub) オーストラリア・CDシングル 1. ジャスト・ダンス 2. ジャスト・ダンス (Trevor Simpson Remix) デンマーク・マキシ・CDシングル 1. ジャスト・ダンス 2. ジャスト・ダンス (HCCR's Bambossa Main Mix) 3. ジャスト・ダンス (Instrumental) 4. ジャスト・ダンス (Video) | デンマーク・トレンド・CDシングル 1. ジャスト・ダンス 2. ジャスト・ダンス (Trevor Simpson Remix) フランス・マキシ・CDシングル 1. ジャスト・ダンス 2. ジャスト・ダンス (Glam As You Radio Mix) 3. ジャスト・ダンス (Glam As You Club Mix) アメリカ合衆国・リミックス・パート2・EP 1. ジャスト・ダンス (RedOne Remix) Lady GaGa & Kardinal Offishall 2. ジャスト・ダンス (Space Cowboy Remix) Lady GaGa & Colby O'Donis 3. ジャスト・ダンス (Robots To Mars Mix) Lady GaGa 4. ジャスト・ダンス (Tony Arzadon Remix) Lady GaGa & Colby O'Donis イギリス・CDシングル 1. ジャスト・ダンス (Main Version) 2. ジャスト・ダンス (RedOne Remix) Lady GaGa & Kardinal Offishal イギリス・7インチ・レコード・ピクチャー・ディスク 1. ジャスト・ダンス (Main Version) 2. ジャスト・ダンス (HCCR's Bambossa Main Mix) 日本・デジタル・シングル 1. ジャスト・ダンス 2. ジャスト・ダンス (HCCR's Bambossa Main Mix) 3. ジャスト・ダンス (Richard Vission Remix) 4. ジャスト・ダンス (Trevor Simpson Remix) |

## オフィシャル・ヴァージョンとリミックス
- ジャスト・ダンス (Original Mix by Robert Orton)
- ジャスト・ダンス A Capella
- ジャスト・ダンス Instrumental
- ジャスト・ダンス (Glam As You Club Mix)
- ジャスト・ダンス (Glam As You Radio Mix)
- ジャスト・ダンス (HCCR's Bambossa Dub)
- ジャスト・ダンス (HCCR's Bambossa Main Mix)
- ジャスト・ダンス (HCCR's Bambossa Radio Edit)
- ジャスト・ダンス (RedOne Remix featuring Kardinal Offishall)
- ジャスト・ダンス (Manny Lehman Remix)
- ジャスト・ダンス (Richard Vission Remix)
- ジャスト・ダンス (Richard Vission Radio Edit)
- ジャスト・ダンス (Robots to Mars Remix)
- ジャスト・ダンス (Space Cowboy Remix)
- ジャスト・ダンス (Tony Arzadon Remix)
- ジャスト・ダンス (Tony Arzadon Extended Club Mix)
- ジャスト・ダンス (Trevor Simpson Radio Edit)
- ジャスト・ダンス (Trevor Simpson Remix)

## チャート
| チャート（2008年）                               | 最高 順位 |
| ------------------------------------------------ | --------- |
| オーストラリア・シングルチャート                 | 1         |
| オーストリア・シングルチャート                   | 8         |
| ベルギー・シングルチャート                       | 13        |
| カナダ・Canadian Hot 100                         | 1         |
| デンマーク・シングルチャート                     | 6         |
| ヨーロッパ・Eurochart Hot 100                    | 3         |
| フィンランド・シングルチャート                   | 7         |
| フランス・シングルチャート                       | 14        |
| ドイツ・シングルチャート                         | 10        |
| イタリア・シングルチャート                       | 26        |
| ノルウェー・シングルチャート                     | 3         |
| ニュージーランド・シングルチャート               | 3         |
| スウェーデン・シングルチャート                   | 3         |
| スイス・シングルチャート                         | 8         |
| トルコ・シングルチャート                         | 1         |
| チャート（2009年）                               | 最高 順位 |
| オランダ・シングルチャート                       | 1         |
| アイルランド・シングルチャート                   | 1         |
| スペイン・シングルチャート                       | 3         |
| イギリス・全英シングルチャート                   | 1         |
| アメリカ合衆国・ビルボード Hot 100               | 1         |
| アメリカ合衆国・ビルボード Hot Dance Club Play   | 2         |
| アメリカ合衆国・ビルボード Hot R&B/Hip-Hop Songs | 74        |
| アメリカ合衆国・ビルボード Pop 100               | 1         |

### 売上とゴールド・ディスク
| 国               | 売上       | ゴールド・ディスク |
| ---------------- | ---------- | ------------------ |
| デンマーク       | 15,000+    | プラチナ           |
| オーストラリア   | 210,000+   | トリプル・プラチナ |
| ニュージーランド | 30,000+    | プラチナ           |
| アメリカ合衆国   | 4,263,000+ | トリプル・プラチナ |
| イギリス         | 650,000+   | プラチナ           |
| カナダ           | 240,000+   | 6xプラチナ         |

### チャート推移
| 先代 ケイティ・ペリー「キス・ア・ガール」                                 | カナダ・Canadian Hot 100 第1位 2008年8月23日 - 2008年9月26日付            | 次代 P!NK「ソー・ホワット」                                          |
| 先代 キッド・ロック「オール・サマー・ロング」                             | オーストラリア・シングルチャート 第1位 2008年9月15日 - 2008年9月22日付    | 次代 P!NK「ソー・ホワット」                                          |
| 先代 T.I. featuring リアーナ「マイアヒ・ライフ」                          | アメリカ合衆国・ビルボードPop 100 第1位 2009年1月10日付 - 2009年2月14日付 | 次代 エミネム, ドクター・ドレー and 50セント「クラック・ア・ボトル」 |
| 先代 ビヨンセ「シングル・レディース（プット・ア・リング・オン・イット）」 | アメリカ合衆国・ビルボードHot 100 第1位 2009年1月17日 - 2009年1月31日付   | 次代 ケリー・クラークソン「ウィズアウト・ユー」                      |
| 先代 アレクサンドラ・バーク「ハレルヤ」                                   | イギリス・UKシングルチャート 第1位 2009年1月11日付 -                      | 次代 リリー・アレン「ザ・フィアー」                                  |
| 先代 アレクサンドラ・バーク「ハレルヤ」                                   | アイルランド・シングルチャート 第1位 2009年1月15日付 -                    | 次代 U2「ゲット・オン・ユア・ブーツ」                                |

## リリース日一覧
| 地域                   | リリース日    |
| ---------------------- | ------------- |
| アメリカ合衆国         | 2008年4月8日  |
| オーストラリア、カナダ | 2008年4月10日 |
| ヨーロッパ             | 2008年8月22日 |
| イギリス               | 2009年1月5日  |